# Sandsynlighedsregning
Sandsynlighedsregning er en matematisk disciplin, der omhandler beregning af sandsynligheder for forskellige udfald af nærmere definerede eksperimenter. Et eksperiment kunne f.eks. være, at trække et kort fra et spil kort, hvor man eksempelvis kan være interesseret i kende sandsynligheden for, at det trukne kort er et billedkort. Et mere interessant eksperiment kunne være at udregne sandsynligheden for, at modstanderen har to par i en pokerhånd, givet at man selv har tre ens på hånden. I udregninger af sandsynligheder anvendes ofte begreber og metoder fra kombinatorikken.
Sandsynlighedsregning er et af de teoretiske fundamenter for statistik, som også arbejder med udfald og tilfældigheder, men som i modsætning til sandsynlighedsregning har sit udgangspunkt i analyser af opsamlede data. De to fag er ret tæt forbundne, og deres udvikling refererer også langt hen ad vejen til de samme matematikere. Anvendelsen af sandsynligheder har været udpræget i spil, f.eks. i terningekast, kortspil og lignende, hvor deltagerne er interesserede i at kende sandsynlighederne for de gunstige udfald.

## Historie
Sandsynlighedsregningen blev grundlagt i 1600-tallet af personer som Blaise Pascal og Pierre de Fermat, som bl.a. tog sit udgangspunkt i problemstillinger i spilteori.
Faget blev yderligere udviklet af matematikere som Jakob Bernoulli (kombinatorik) og Abraham de Moivre (spilteori), men fik først for alvor sin nuværende form med Pierre-Simon Laplace, som i 1812 udgav sin Théorie Analytique des Probabilités, som på det tidspunkt var det hidtil største værk inden for statistik og sandsynlighedsregning. Laplace arbejdede bredt inden for feltet og var en dominerende teoretiker i den første halvdel af 1800-tallet.

## Begreber

### Eksperiment og udfaldsrum
Basis for sandsynlighedsregningen er begreberne eksperiment og udfald. Et eksperiment er en beskrivelse af en række handlinger og omstændigheder, hvoraf resultatet ikke på forhånd kan kendes. Et resultat af et eksperiment kaldes et udfald og mængden af samtlige mulige udfald af et eksperiment kaldes udfaldsrummet for eksperimentet og betegnes ofte med {\displaystyle \Omega }. Hvis alle udfald har samme sandsynlighed er der tale om et symmetrisk sandsynlighedsfelt.
For at det giver mening at tale om sandsynligheder af udfald er det vigtigt at eksperimentet er beskrevet tilstrækkeligt detaljeret, således at det er muligt at reproducere og gentage eksperimentet et vilkårligt antal gange.
Eksempel: Et eksempel på et eksperiment kunne være "kast en mønt på en plan overflade" og det tilhørende udfaldsrum vil være {\displaystyle \Omega =\{{\text{plat}},{\text{krone}}\}}.

### Hændelse og sandsynlighed
Sandsynligheden for et bestemt udfald, er forholdet mellem antal gange udfaldet forekommer og antallet af gange eksperimentet er udført, når man bliver ved med at udføre eksperimentet (i teorien uendeligt mange gange). Sandsynligheden for udfaldet {\displaystyle \omega \in \Omega } er derfor {\displaystyle n_{\omega }/N}, hvor {\displaystyle N} er antal gange eksperimentet er udført og {\displaystyle n_{\omega }} er antal eksperimenter, hvor udfaldet blev {\displaystyle \omega }. Ud fra definitionen er det klart at en sandsynlighed antager værdier i intervallet {\displaystyle [0,1]}.
I praksis kan man naturligvis ikke udføre et eksperiment uendeligt mange gange, og man vil derfor nøjes med at udføre det et tilstrækkeligt stort antal gange og eventuelt benytte statistiske metoder til at estimere sandsynligheden. Ofte fastsætter man dog også sandsynlighederne ud fra eksperimentets beskrivelse. I eksemplet med møntkastet vil man f.eks. antage, at sandsynligheden for begge udfald er {\displaystyle {\tfrac {1}{2}}}. Ved et terningekast med en almindelig seks-sidet terning vil man tilsvarende antage, at sandsynligheden er en {\displaystyle {\tfrac {1}{6}}} for hvert af udfaldene. Sandsynligheden kan også udtrykkes som odds, i tilfældet terningekast er odds for udfaldet "en sekser" 1:6
Formelt set er det dog ikke selve udfaldene, man bestemmer sandsynligheden af, men derimod delmængder af udfaldsrummet kaldet hændelser. Den mindste hændelse er den tomme mængde {\displaystyle \emptyset }, som kaldes den umulige hændelse og har sandsynligheden 0. Mængden {\displaystyle \Omega } af samtlige udfald kaldes den sikre hændelse og har sandsynligheden 1. Det er ikke altid nødvendigt eller muligt at tilskrive en sandsynlighed til alle hændelser, når antallet af udfald er uendeligt, men mængden af hændelser skal være en {\displaystyle \sigma }-algebra.

### Sandsynlighedsmål
Når man til et givet udfaldsrum {\displaystyle \Omega } definerer en passende mængde {\displaystyle {\mathcal {F}}} af hændelser (en {\displaystyle \sigma }-algebra over {\displaystyle \Omega }), kan man definere et sandsynlighedsmål herpå. Sandsynlighedsmålet er en afbildning
{\displaystyle P:{\mathcal {F}}\to [0,1]},
som tilskriver sandsynligheder til alle de udvalgte hændelser.
Eksempel: Som eksempel kan vi betragte eksperimentet "kast en seks-sidet terning på en plan overflade", som har udfaldsrummet {\displaystyle \Omega =\{1,2,3,4,5,6\}}. En hændelse er en delmængde af udfaldsrummet, så {\displaystyle A=\{2,4,6\}} er et eksempel på den hændelse, som vi også med ord kunne beskrive "terningen viser et lige antal øjne". Intuitivt er det klart at sandsynligheden for denne hændelse er {\displaystyle {\tfrac {1}{2}}}, det vil sige {\displaystyle P(A)={\tfrac {1}{2}}}.
Det er værd at bemærke at en hændelse med sandsynlighed 0 ikke nødvendigvis er en umulig hændelse. Dette kan forekomme når der er et uendeligt antal udfald af et eksperiment.

### Betinget sandsynlighed
Hvis vi betragter to hændelser {\displaystyle A} og {\displaystyle B} kan vi være interesseret i at beskrive sandsynligheden af, at {\displaystyle A} indtræffer i netop de tilfælde hvor {\displaystyle B} også forekommer. Dette kaldes betinget sandsynlighed og er formelt defineret ved
{\displaystyle P(A|B)={\frac {P(A\cap B)}{P(B)}},\quad P(B)\neq 0.}
Her læses {\displaystyle P(A|B)} som sandsynligheden for {\displaystyle A} givet {\displaystyle B}.

### Uafhængige hændelser
Det er ikke altid, at forekomsten af en hændelse {\displaystyle B} medfører at sandsynligheden for en anden hændelse {\displaystyle A} ændres. Det vil sige at {\displaystyle P(A|B)=P(A)}, og når denne betingelse er opfyldt, siges {\displaystyle A} og {\displaystyle B} at være uafhængige.

### Tilbagelægning
Tilbagelægning af en indfundet hændelse betyder, at sandsynligheden for hvert eksperiment vil være nøjagtig ens. Dette illustreres ofte ved eksempler fra udtrækning af kort. Hvis eksperimentet går ud på at trække et kort fra et normalt kortspil med 52 forskellige værdier af kortene, har hvert kort samme sandsynlighed 1/52. Hvis det trukne kort lægges tilbage i bunken, er sandsynligheden igen 1/52 for at trække hvert enkelt kort. Hvis kortet derimod ikke lægges tilbage, er sandsynligheden ved næste eksperiment 1/51 for hvert tilbageværende kort. Dette kan også udtrykkes som ændring af odds for det næste udfald. Når der kun er et kort tilbage, er udtrækningen den sikre hændelse.

### Stokastisk variabel
En reel afbildning
{\displaystyle X:\Omega \to \mathbb {R} }
defineret på udfaldsrummet {\displaystyle \Omega } kaldes en stokastisk variabel. Den knytter altså til ethvert udfald {\displaystyle \omega } et bestemt tal {\displaystyle X(\omega )}. Urbilleder under {\displaystyle X} som eksempelvis {\displaystyle \{X\leq 5\}} bliver hændelser (teknisk set er denne målelighedsegenskab et ekstra krav til afbildningen {\displaystyle X}) som man kan bestemme sandsynligheden af. Så {\displaystyle P(X\leq 5)} bliver herved en veldefineret sandsynlighed.
Alle de (sandsynlighedsmæssigt) "interessante" egenskaber ved den stokastiske variabel {\displaystyle X} er indeholdt i en særlig funktion {\displaystyle F} kaldet fordelingsfunktionen der er defineret ved
{\displaystyle F(x)=P(X\leq x)} for alle {\displaystyle x\in \mathbb {R} }
For en særlig klasse af stokastiske variable kaldet absolut kontinuerte stokastiske variable kan man i stedet angive en tæthedsfunktion {\displaystyle f} valgt således at fordelingen {\displaystyle F} kan bestemmes ud fra {\displaystyle f} ved
{\displaystyle F(x)=\int _{-\infty }^{x}f(t)\;\mathrm {d} t}
For en anden type stokastiske variable (de diskrete) kan man angive en anden slags tæthed (hvor summation træder i stedet for integration). Der er dog også fordelinger der ikke kan beskrives ved en tæthed (og så må man gå tilbage til fordelingsfunktionen {\displaystyle F}).
Sandsynlighedsregning bliver i denne formalisme et specialtilfælde af den matematiske disciplin målteori.

### Lærebøger

#### På dansk
- Lønborg, Mogens, Grundbog i statistik, værktøjer og analysemodeller, Forlaget Lønborg (1998)
- Just, Steen (2000): Statistiketik; Samfundslitteratur

#### På engelsk
- Olav Kallenberg, Probabilistic Symmetries and Invariance Principles. Springer -Verlag, New York (2005). 510 pp. ISBN 0-387-25115-4
- Olav Kallenberg Foundations of Modern Probability, 2nd ed. Springer Series in Statistics. (2002). 650 pp. ISBN 0-387-95313-2
- G. R. Grimmet og D. R. Stirzaker, Probability and Random Processes, Oxford University Press, New York (1992). ISBN 0-19-853665-8